# Entspannungsverhältnis
Als Entspannungsverhältnis (englisch nozzle expansion ratio) wird bei Raketentriebwerken das Verhältnis von Brennkammer- zu Düsenmündungsdruck bezeichnet. Da diese von der Fläche bzw. dem Durchmesser des Düsenhalses (engste Stelle nach der Brennkammer) und dem maximalen Düsendurchmesser abhängen, kann es auch als Verhältnis dieser Werte errechnet werden.
Das Entspannungsverhältnis stellt eine wichtige Kenngröße für die Ausnutzung der kinetischen Energie (und damit dem Wirkungsgrad bzw. der Energieausbeute) des Treibstoffgemisches zur Schuberzeugung dar und wirkt sich auch auf den spezifischen Impuls der Triebwerke aus. Bei Triebwerken, die beim Start am Erdboden eingesetzt werden, kann bzw. sollte der Düsenmündungsdruck nicht unter dem Luftdruck am Erdboden liegen. Damit kann ein hoher Wirkungsgrad hier nur durch einen hohen Brennkammerdruck erreicht werden, was die Komplexität des Triebwerkes erhöht. Bei Triebwerken, die im Weltraum arbeiten, kann ein hohes Entspannungsverhältnis (durch den praktisch nicht vorhandenen Außendruck) relativ einfach durch entsprechend lange (bzw. große) Düsen erreicht werden. Das Entspannungsverhältnis heutiger Oberstufentriebwerke liegt bei etwa 50–100, wobei die höchsten Werte von russischen Oberstufentriebwerken wie dem RD-119 erreicht wurden.